# Liste der Kulturgüter in Willisau
Die Liste der Kulturgüter in Willisau enthält alle Objekte in der Gemeinde Willisau im Kanton Luzern, die gemäss der Haager Konvention zum Schutz von Kulturgut bei bewaffneten Konflikten, dem Bundesgesetz vom 20. Juni 2014 über den Schutz der Kulturgüter bei bewaffneten Konflikten sowie der Verordnung vom 29. Oktober 2014 über den Schutz der Kulturgüter bei bewaffneten Konflikten unter Schutz stehen.
Objekte der Kategorie A und B sind vollständig in der Liste enthalten, Objekte der Kategorie C fehlen zurzeit (Stand: 1. Januar 2023). Unter übrige Baudenkmäler sind zusätzliche Objekte zu finden, die im kantonalen Denkmalverzeichnis verzeichnet und nicht bereits in der Liste der Kulturgüter enthalten sind.

## Kulturgüter
| Foto |                                                                                               | Objekt                                                             | Kat. | Typ | Standort                                | Beschreibung |
| ---- | --------------------------------------------------------------------------------------------- | ------------------------------------------------------------------ | ---- | --- | --------------------------------------- | ------------ |
| ja   | Datei hochladen · Wikidata zu Katholische Kirche St. Peter und Paul mit Pfarrhaus (Q29522630) | Katholische Kirche St. Peter und Paul mit Pfarrhaus KGS-Nr.: 03919 | A    | G   | Schlossweg 4.1 641837 / 218920          |              |
| ja   | Datei hochladen · Wikidata zu Schloss Willisau (Q4848432)                                     | Landvogteischloss KGS-Nr.: 03920                                   | A    | G   | Schlossstrasse 3 641882 / 218848        |              |
| ja   | Datei hochladen · Wikidata zu Wallfahrtskapelle Heiligblut (Q29522656)                        | Wallfahrtskapelle Heiligblut KGS-Nr.: 03921                        | A    | G   | Zehntenplatz 4.1 641745 / 218962        |              |
| ja   | Datei hochladen · Wikidata zu Altstadt, mittelalterliche/neuzeitliche Stadt (Q29522619)       | Willisau, mittelalterlich-neuzeitliche Stadt KGS-Nr.: 09623        | A    | F   | 641900 / 218998                         |              |
| ja   | Datei hochladen · Wikidata zu Kapelle St. Niklaus und Anna (Q29785558)                        | Kapelle St. Niklaus und Anna KGS-Nr.: 03672                        | B    | G   | Gettnau, Dorfstrasse 24 640474 / 221292 |              |
| BW   | Datei hochladen · Wikidata zu Stadtägertli (Mittelalterliche Burgstelle) (Q29522078)          | Stadtägertli, mittelalterliche Burgstelle KGS-Nr.: 10480           | B    | F   | Gettnau, Stadtägertli 639830 / 220500   |              |

## Übrige Baudenkmäler
| ID   | Foto |                 | Objekt                               | Typ | Standort                              | Beschreibung |
| ---- | ---- | --------------- | ------------------------------------ | --- | ------------------------------------- | ------------ |
| 2    | ja   | Datei hochladen | Stadtmühle                           | G   | Müligass 7 641796 / 218900            |              |
| 2    | BW   | Datei hochladen | Müllerhaus                           | G   | Müligass 8 641799 / 218887            |              |
| 4    | BW   | Datei hochladen | Katholisches Pfarrhaus               | G   | Müligass 6 641791 / 218907            |              |
| 5    | ja   | Datei hochladen | Wohnhaus                             | G   | Müligass 5 641789 / 218918            |              |
| 8    | BW   | Datei hochladen | Mühlegasse 1 und 2                   | G   | Müligass 1/2 641784 / 218949          |              |
| 11   | BW   | Datei hochladen | Wirtshaus zum Sternen                | G   | Obertor 2 641779 / 218961             |              |
| 35b  | BW   | Datei hochladen | Speicher                             | G   | Gross-Wellberg 1.2 643969 / 219128    |              |
| 43   | ja   | Datei hochladen | Ehemaliges Kaufhaus bzw. Rathaus     | G   | Hauptgasse 13 641931 / 218993         |              |
| 82   | BW   | Datei hochladen | Haus Bergli                          | G   | Schlossstrasse 5 641980 / 218889      |              |
| 85   | BW   | Datei hochladen | Altes Spital                         | G   | Spittelgasse 6 638196 / 238048        |              |
| 94   | BW   | Datei hochladen | Sigristenhaus zum Heiligblut         | G   | Zehntenplatz 4 641730 / 218953        |              |
| 95   | BW   | Datei hochladen | Schlossscheune                       | G   | Schlossstrasse 2 641837 / 218838      |              |
| 148  | BW   | Datei hochladen | Kapelle St. Nikolaus auf dem Berg    | G   | St. Niklausenberg 1.2 642419 / 218712 |              |
| 161a | BW   | Datei hochladen | Kornspeicher                         | G   | Hinter-Wellsberg N.N. 642073 / 216297 |              |
| 275a | BW   | Datei hochladen | Getreidespeicher auf dem Hof Rotisei | G   | Rotisei 1.2 640040 / 217087           |              |
| 279  | BW   | Datei hochladen | Obertor                              | G   | Obertor N.N. 641776 / 218953          |              |
| 330a | BW   | Datei hochladen | Getreidespeicher Ober-Hofstetten     | G   | Ober-Hofstetten 1.1 638053 / 218508   |              |
| N.N. | ja   | Datei hochladen | Oberer Stadtbrunnen                  | G   | Hauptgasse N.N. 641803 / 218957       |              |
| N.N. | BW   | Datei hochladen | Mittlerer Stadtbrunnen               | G   | Hauptgasse N.N. 641901 / 218991       |              |
| N.N. | BW   | Datei hochladen | Unterer Stadtbrunnen                 | G   | Hauptgasse N.N. 641982 / 219016       |              |

Legende: Siehe Legende der Liste der Kulturgüter von nationaler und regionaler Bedeutung. Anstelle der KGS-Nummer wird als Objekt-Identifikator (ID) die Gebäudenummer im kantonalen Denkmalverzeichnis verwendet.